# So This Is London
Pour plus de détails, voir Fiche technique et Distribution.
So This Is London est un film de comédie pré-Code américain de 1930 réalisé par John G. Blystone et avec Will Rogers, Irene Rich, Frank Albertson, Mary Forbes, Maureen O'Sullivan et Lumsden Hare.

## Fiche technique
- Réalisation : John G. Blystone

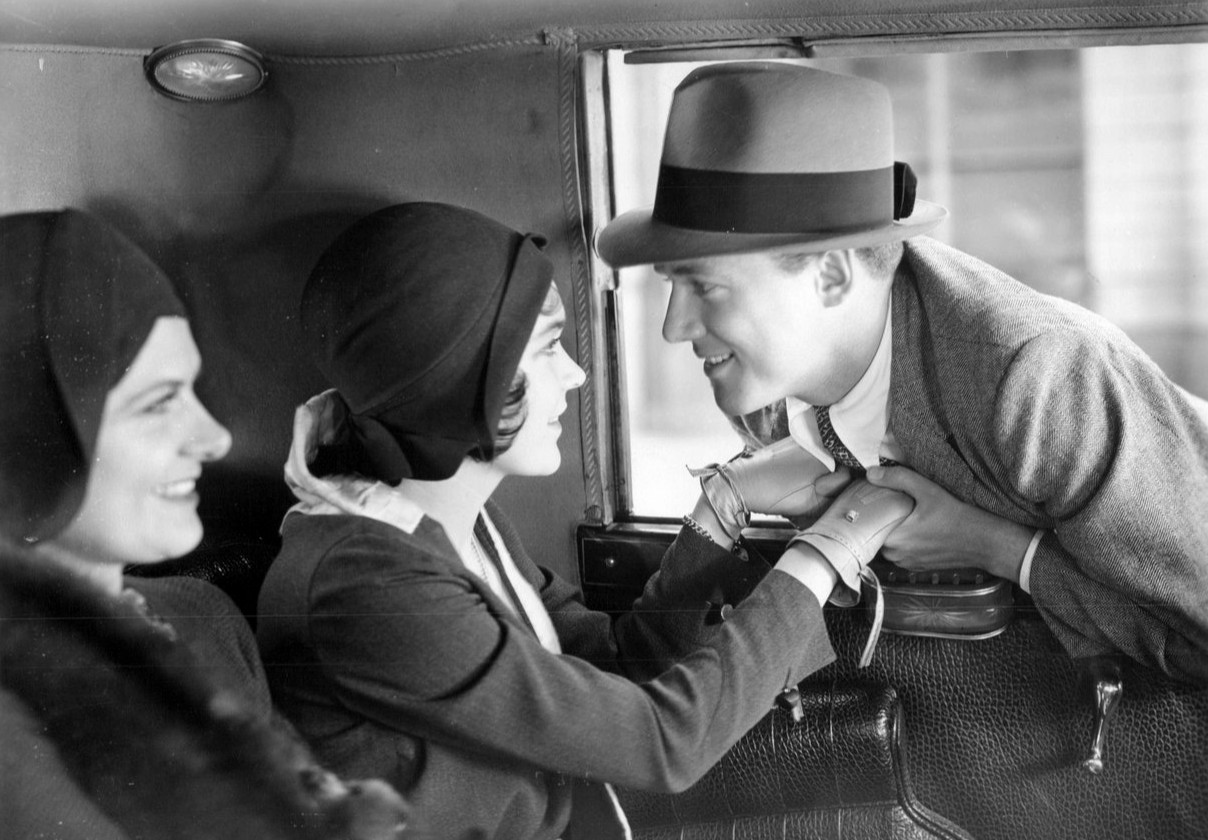
Mary Forbes Maureen O'Sullivan et Frank Albertson dans So This Is London.

- Scénario : Sonya Levien, Owen Davis d'après une pièce d'Arthur Goodrich
- Photographie : Charles G. Clarke
- Montage : Jack Dennis
- Musique : James F. Hanley
- Production : Fox Film Corporation
- Distributeur : Fox Film Corporation
- Durée : 92 minutes
- Date de sortie : 6 juin 1930

## Distribution
- Will Rogers : Hiram Draper
- Irene Rich : Mrs Hiram Draper
- Frank Albertson : Junior Draper
- Maureen O'Sullivan : Elinor Worthing
- Lumsden Hare : Lord Percy Worthing
- Mary Forbes : Lady Worthing
- Bramwell Fletcher : Alfred Honeycutt
- Dorothy Christy : Lady Amy Ducksworth